# Obernzenn
Obernzenn település Németországban, azon belül Bajorországban. Lakosainak száma 2532 fő (2023. december 31.). Obernzenn Flachslanden és Rügland községekkel határos.

## Népesség
A település népessége az elmúlt években az alábbi módon változott:
| Lakosok száma | 888  | 1188 | 1906 | 2503 | 2653 | 2629 | 2665 | 2660 | 2567 | 2532 |
|               | 1875 | 1950 | 1975 | 1987 | 2012 | 2014 | 2016 | 2017 | 2021 | 2023 |